# PhpMyVisites
PhpMyVisites est un logiciel libre et gratuit de mesure de statistiques de fréquentation des sites web, remplacé par Piwik (maintenant nommé Matomo) fin 2007.

## Fonctionnalités
Récapitulatif des visiteurs d'un site web, par jour, semaine ou mois, agrémentées de graphiques et de comparaisons avec les périodes précédentes.
Le programme fournit des détails sur les pages visitées, la durée des visites, l'ordre des pages vues, la configuration des navigateurs, la source des visiteurs.
Ce programme est à installer sur un serveur (sur celui du site web ou sur un autre), contrairement à des outils tels que XiTi, et n'oblige pas à laisser une publicité. Il peut de plus élaborer les statistiques de plusieurs sites différents.
Il a été rédigé en français, mais est également disponible en anglais ainsi qu'une trentaine d'autres langues.

## Fin du développement et Piwik
Dans la note de version 2.3 (du 4 novembre 2007), les développeurs annoncent qu'ils abandonnent le projet et toute modification.
Tout le développement étant concentré sur un nouvel outil refait à partir de zéro : Piwik.

## Version 2.4 à la suite d'un piratage
Le 15 décembre 2009, l'équipe de développement est informée d'une faille de sécurité dans le plugin ClickHeat exploitée par des pirates. Une version 2.4 désactivant ce module est réalisée en urgence et les utilisateurs sont prévenus par courriel d'effectuer la mise à jour sans tarder ou de migrer vers Piwik. Le piratage a consisté, en exploitant cette faille, à créer un fichier thumbs.php dans le sous-répertoire datas.
Ce fichier, une fois exécuté, permettait ensuite de rajouter automatiquement une ligne de code PHP chiffrée dans l'ensemble des fichiers .php sur l'ensemble du serveur où est hébergé le logiciel PHPMyVisites. Ainsi à chaque appel d'un quelconque fichier .php sur le serveur, le système imaginé par les pirates se déclenchait. Le piratage consistait à effectuer des tentatives de connexions par force brute sur un autre système informatique. La seule solution simple reste la suppression de tous les fichiers du serveur et la restauration d'une sauvegarde.